# Carpelimus elongatulus
Carpelimus elongatulus är en skalbaggsart som först beskrevs av Wilhelm Ferdinand Erichson 1839.  Carpelimus elongatulus ingår i släktet Carpelimus, och familjen kortvingar. Arten är reproducerande i Sverige.